# Seleção Finlandesa de Voleibol Feminino
A seleção finlandesa de voleibol masculino é uma equipe europeia composta pelos melhores jogadores de voleibol da Finlândia. É regida pela Federação Finlandesa de Voleibol (Suomen Lentopalloliito R.Y.). Encontra-se na 50ª posição do ranking da FIVB segundo dados de 14 de agosto de 2021.

## Resultados

### Campeonatos Mundiais
- 1978 - 21° lugar

### Campeonato Europeu
- 1977 - 12º lugar
- 1989 - 12º lugar
- 2019 - 18º lugar

### Liga Européia
- 2017 - 2º lugar
- 2018 - 4º lugar
- 2019 - 7º lugar

### Universíada de Verão
- 2015-10º lugar
- 2017-5º lugar